# Михайлівське підземне сховище газу
Михайлівське підземне сховище газу – об’єкт нафтогазової інфраструктури, майданчик якого знаходиться в Самарській області Росії.
Сховище, закачування газу до якого почалось в 1963 році, створили на основі виснаженого газового родовища. Зберігання газу відбувається у пласті калиновської свити казанського ярусу (верхня перм), при цьому покрівля пласта залягає на глибині 460 метрів, а товщина досягає 65 метрів.
Активна ємність сховища складає 218 млн м3 при максимальному добовому відборі у 1,7 млн м3.
Фонд експлуатаційних свердловин ПСГ налічує 27 одиниць.
Сховище сполучене з газопроводом Похвістнєво – Самара, а закачування газу забезпечує компресорна станція Дмітрієвська (також обслуговує Дмитрієвське підземне сховище газу).